# Tetranychus paraguayensis
Tetranychus paraguayensis är en spindeldjursart som beskrevs av Aranda 1969. Tetranychus paraguayensis ingår i släktet Tetranychus och familjen Tetranychidae. Inga underarter finns listade i Catalogue of Life.